# 危険な道
『危険な道』（きけんなみち、原題: In Harm's Way）は、1965年にアメリカ合衆国で製作・公開された戦争映画。実際に起きた太平洋戦争中の島嶼戦で、次第に日本海軍に追い詰められるアメリカ海軍の終末を描く。主演はジョン・ウェイン。

## 概要
太平洋に進出した日本海軍の脅威と戦うアメリカ海軍の末路を、真珠湾攻撃から1942年夏の南太平洋での戦いまで描いた超大作である。また、配役はジョン・ウェイン、カーク・ダグラス、パトリシア・ニールなどといった当時は著名の俳優陣で形成され、まさに際立った内容である。また、監督であるオットー・プレミンジャーは『枢機卿』を映画化したことでも有名であった。

## キャスト
| 役名               | 俳優                     | 日本語吹替                                     |
| 役名               | 俳優                     | 東京12ch版                                     |
| ------------------ | ------------------------ | ---------------------------------------------- |
| トリ―大佐          | ジョン・ウェイン         | 小林昭二                                       |
| ポール中佐         | カーク・ダグラス         | 宮部昭夫                                       |
| マギー             | パトリシア・ニール       | 来宮良子                                       |
| マック中尉         | トム・トライオン         | 納谷六朗                                       |
|                    | ポーラ・プレンティス     |                                                |
|                    | ブランドン・デ・ワイルド |                                                |
|                    | ジル・ハワース           |                                                |
|                    | ダナ・アンドリュース     |                                                |
|                    | スタンリー・ホロウェイ   |                                                |
| パウエル中佐       | バージェス・メレディス   |                                                |
|                    | フランチョット・トーン   |                                                |
|                    | パトリック・オニール     |                                                |
|                    | キャロル・オコナー       |                                                |
|                    | ジョージ・ケネディ       |                                                |
|                    | ブルース・キャボット     |                                                |
| 太平洋艦隊司令長官 | ヘンリー・フォンダ       |                                                |
| 不明 その他        |                          | 宮川洋一 千葉順二 神山卓三 青木明子 井上真樹夫 |
|                    |                          |                                                |
| 演出               | 演出                     | 高桑慎一郎                                     |
| 翻訳               | 翻訳                     | 古賀牧彦                                       |
| 効果               |                          |                                                |
| 調整               |                          |                                                |
| 制作               | 制作                     | 東北新社                                       |
| 解説               |                          |                                                |
| 初回放送           | 初回放送                 | 1974年11月7日 『木曜洋画劇場』                 |

## 主な受賞歴

### アカデミー賞
ノミネート
アカデミー撮影賞 (白黒部門):ロイヤル・グリッグス